# チョモイ県 (アンザン省)
チョモイ県（チョモイけん、ベトナム語：Huyện Chợ Mới / 縣𢄂買?）は、ベトナム社会主義共和国アンザン省の県。面積は355.71km²、人口は307,981人（2019年）である。

## 行政区画
以下の2市鎮16社から構成される。
- チョモイ市鎮（Chợ Mới / 𢄂買）
- ミールオン市鎮（Mỹ Luông / 美㳥）
- アンタインチュン社（An Thạnh Trung / 安盛中）
- ビンフオックスアン社（Bình Phước Xuân / 平福春）
- ホアアン社（Hòa An / 和安）
- ホアビン社（Hòa Bình / 和平）
- ホイアン社（Hội An / 會安）
- キエンアン社（Kiến An / 建安）
- キエンタイン社（Kiến Thành / 建城）
- ロンディエンA社（Long Điền A / 隆田A）
- ロンディエンB社（Long Điền B / 隆田B）
- ロンザン社（Long Giang / 隆江）
- ロンキエン社（Long Kiến / 隆建）
- ミーアン社（Mỹ An / 美安）
- ミーヒエップ社（Mỹ Hiệp / 美協）
- ミーホイドン社（Mỹ Hội Đông / 美會東）
- ニョンミー社（Nhơn Mỹ / 仁美）
- タンミー社（Tấn Mỹ / 晉美）